# Alsógyertyán
Alsógyertyán (1899-ig Alsó-Hrabócz, szlovákul: Nižný Hrabovec) község Szlovákiában, az Eperjesi kerület Varannói járásában.

## Fekvése
Varannótól 6 km-re délkeletre, az Ondava bal partján fekszik.

## Története
1254-ben IV. Béla király oklevele említi először. 1357-ben az egri káptalan határleírási jegyzőkönyvében szerepel. 1413-ban a leleszi konvent oklevelében „Haraboch” néven említik és ezután hosszú ideig a magyar Hrabóc néven szerepel. 1428-ban a Tussai Bódfi családé, 1434-ben a Nátafalusi Csontosok is birtokosok itt. 1447-ben a Harabóczy családé volt, mely innen veszi nevét is.
1588-ban Báthory István erdélyi fejedelem, 1591-ben Terebesy Pál, majd két év múlva Krutsay Menyhért birtoka lett. Az 1598. évi összeíráskor a Hrabóczy, Bálpataky, Possay, Déczy, Szent-Ivány, Szent-Lászlay, Bálpataky, Possay, Déczy és Soós családok, 1630-ban pedig a Csontos család birtoka volt. 1663-ban nagy pestisjárvány tombolt a községben. 1668-ban Ladomérszky László és Tarnóczy Mária tulajdonában találjuk. Az 1694-es összeíráskor pedig már puszta helynek írták le, azonban később újra benépesült és a következő századok során a Perényi, Bessenyey, Vass, Ujfalussy, Malonyay, Mauks, Horváth, Kossuth, Szirmay, Nikléczy, Benitzky és Kriváczy családok voltak birtokosai.
A 18. század végén Vályi András így ír róla: „Alsó Hrabócz. Tót falu Zemplén Várm. földes Urai több Uraságok, lakosai katolikusok, és ó hitűek, fekszik Possa, és Kucsinyhoz 1/2 fertálnyira, határja három nyomásbéli, hasonló Possáéhoz, hanem erdője nints, piatza Homonnán van.”
Fényes Elek 1851-ben kiadott geográfiai szótárában így ír a faluról: „Alsó-Hrabócz, tót-orosz falu, Zemplén vmegyében, az Ondava mellett: 376 római, 240 g. kath., 16 evang., 86 zsidó lak., kath. és görög templommal. 656 h. szántófölddel. F. u. többen. Ut. p. Vecse.”

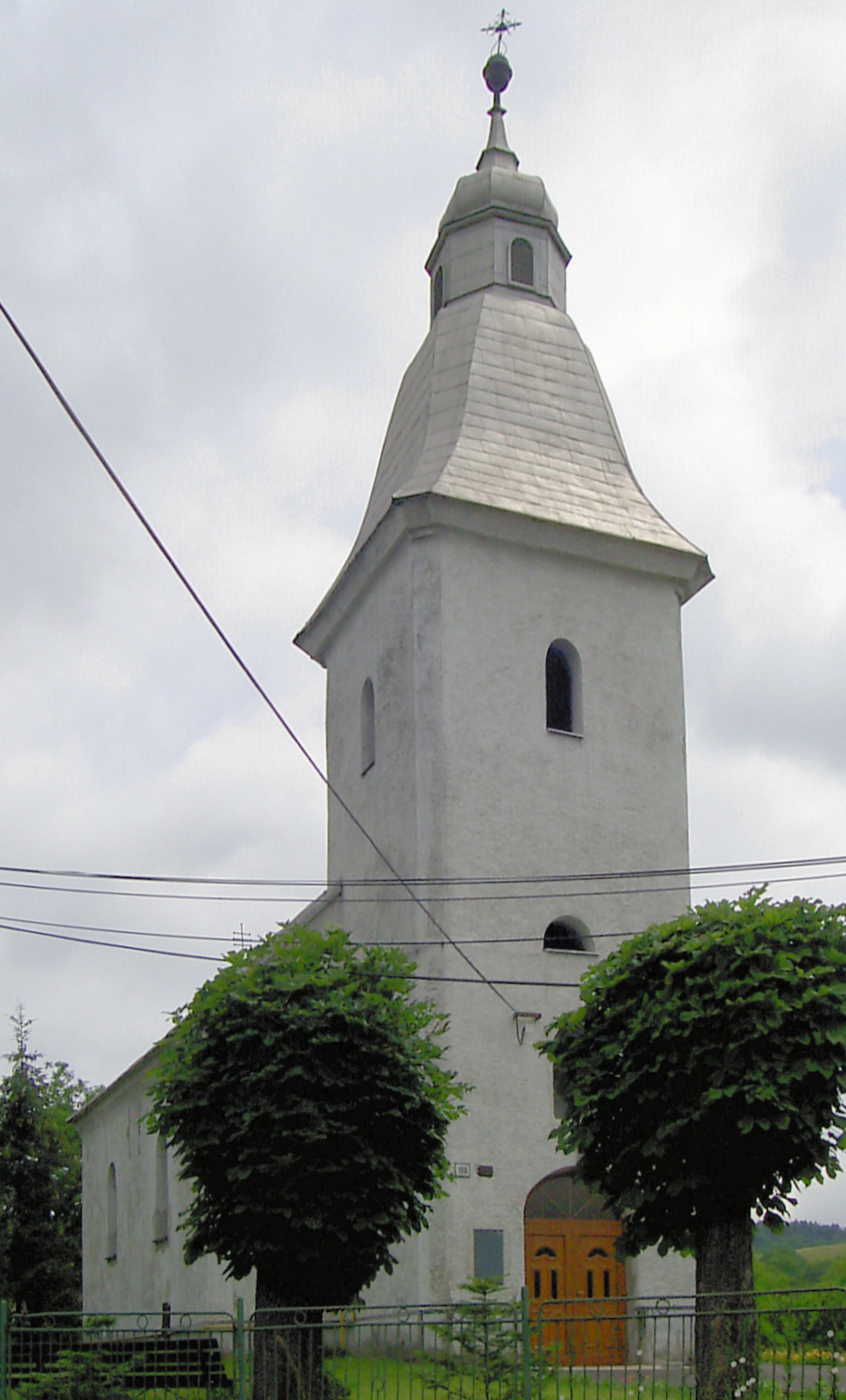
Görögkatolikus templom

Borovszky Samu monográfiasorozatának Zemplén vármegyét tárgyaló része szerint: „Alsógyertyán, azelőtt Alsóhrabócz. Az Ondava folyó mellett fekvő kisközség, körjegyzőségi székhely. Van 125 háza és 831, nagyobb részben róm. kath. vallású, tót lakosa. E község első írott nyomára 1428-ban bukkanunk, a mikor a Tussai Bódfi család az ura. 1434-ben a Nátafalusi Csontosoknak is van benne részük. 1447-ben a Harabóczy családé, mely innen veszi a nevét. 1588-ban Báthory István az ura. 1591-ben Terebesy Pál, két évvel később Krutsay Menyhért; az 1598-iki összeírás szerint meg Hrabóczy Gáspár, Bálpataky János, Possay György és István, Déczy István, Szent-Ivány Zsigmond, Szent-Lászlay Mihály és Soós András a földesurai. 1630-ban a Csontos család is birtokosa. 1663-ban a pestis tizedelte meg a lakosait. 1688-ban Ladomérszky László és Tarnóczy Mária bírják. 1694-ben, az akkori adóösszeírás szerint, puszta hely, mely azonban később ismét benépesült és akkor a báró Perényi, Bessenyey, Vass, Ujfalussy, Malonyay, Mauks, Horváth, Kossuth, Szirmay, Nikléczy, Benitzky és Krivácsy családoké lett. Most báró Ragályi-Balassa Ferencznének és Malonyay Ferencznek van itt nagyobb birtokuk. A községben nagyobb kastély és két kúria van. A kastélyt a Malonyay család a XVIII. század közepén építtette. 1840 körül Malonyay Károly megnagyobbíttatta. Ennek leánya Péterffy Károly neje lett, kinek leányát, Ilonát, báró Balassa István vette nőül; ennek leánya a birtok és a kastély mostani tulajdonosa. A kúriák közül az egyik a Malonyay Ferenczé. Ezelőtt az Ujfalussy családé volt és mint azt a ház falában lévő felírat bizonyítja, 1666-ban Szilvásujfalusi Ujfalussy Zsigmond építtette, Malonyay Ferencz pedig 1904-ben átalakíttatta. A másik kúria Mauks Árpádé, melyet elődei építtettek. A községben róm. kath. és gör.-kath. templom van. Az előbbi 1550-ben épült. Az utóbbinak építési ideje ismeretlen. 1896-ban az Ondava áradása sok kárt okozott a községben és határában. Van itt gőzmalom is, mely a Reich testvéreké. A községben van posta; távírója és vasúti állomása Őrmező.”
A trianoni diktátumig Zemplén vármegye Varannói járásához tartozott.

## Népessége
| Év:            | 1994. | 2004.    | 2014.   | 2024.   |
| -------------- | ----- | -------- | ------- | ------- |
| Emberek száma: | 1372  | 1611     | 1634    | 1570    |
| Eltérés:       |       | +17,41 % | +1,42 % | -3,91 % |

| Év:            | 2023. | 2024.   |
| -------------- | ----- | ------- |
| Emberek száma: | 1594  | 1570    |
| Eltérés:       |       | -1,50 % |

1910-ben 864-en, többségében szlovákok lakták, jelentős magyar kisebbséggel.
2001-ben 1631 lakosából 1534 fő szlovák és 76 cigány volt.
2011-ben 1614 lakosából 1489 szlovák és 46 cigány.
| Lakosok száma | 1653 | 1640 | 1570 |
|               | 2017 | 2020 | 2024 |

## Neves személyek
- Itt született 1827-ben Friedmann Mór a pesti izraelita hitközség főkántora.
- Itt született 1893-ban Mácza János esztéta, művészettörténész, író.

## Nevezetességei
- Az Újfalussy-kúria 1666-ban épült, 1904-ben átalakították.
- Római katolikus templomát Szent István király tiszteletére szentelték.
- 1825-ben épült görögkatolikus temploma a Szentlélek tiszteletére van szentelve.